# George R. Viscome
George R. Viscome, né en 1956, est un astronome américain.
Viscome est un techinicien en transmission, spécialisé en astrométrie.
Le Centre des planètes mineures lui crédite la découverte de trente-trois astéroïdes, découvertes effectuées entre 1996 et 1998.
L'astéroïde (6183) Viscome lui a été dédié.
| (10379) Lake Placid  | 18 juillet 1996 |
| (10895) Aynrand      | 11 octobre 1997 |
| (14075) Kenwill      | 18 juillet 1996 |
| (17638) Sualan       | 11 août 1996    |
| (35283) Bradtimerson | 5 octobre 1996  |